# Jménem mých blízkých
Jménem mých blízkých (v originále Au nom de tous les miens) je francouzsko-kanadsko-maďarský hraný film z roku 1983, který režíroval Robert Enrico jako adaptaci stejnojmenné knihy od Martina Graye a Maxe Galla. Snímek měl světovou premiéru dne 12. října 1983.

## Děj
Martin Gray byl během druhé světové války spolu se svou matkou a bratry deportován a jako jediný přežije. Podaří se mu uprchnout z vyhlazovacího tábora Treblinka a vyhledá svého otce ve Varšavě. Ale když jeho otec padne při povstání ve varšavském ghettu na jaře 1943, vstoupí na čas do sovětské armády. Poté odešel do Spojených států, kde potkal Dinu a přestěhoval se s ní do Francie, aby založil rodinu. Jeho rodina ale zemře při lesním požáru, který jako jediný přežije.

## Obsazení
| Michael York            | Martin Gray ve věku 40 let / Martinův otec |
| Jacques Penot           | Martin Gray jako mladý                     |
| Macha Méril             | Martinova matka                            |
| Brigitte Fossey         | Dina Gray                                  |
| Jean Bouise             | doktor Ciljimaster                         |
| Boris Bergman           | Abram                                      |
| Bernard Freyd           | velitel NKVD                               |
| Dominique Frot          | Marie                                      |
| Helen Hughes            | Martinova babička                          |
| Jean Lescot             | Kapo                                       |
| Guy Matchoro            | Pavel                                      |
| Wolfgang Müller         | Mokotow                                    |
| Eugeniusz Priwieziencew | Rutbinstein                                |
| Fabienne Tricottet      | Zofia                                      |
| Igor Tyczka             | Schultz                                    |
| Bruno Wolkowitch        | Jurek                                      |

## Ocenění
- César: nominace v kategoriích nejslibnější herec (Jacques Penot) a nejlepší adaptace (Robert Enrico)